# Andreas Storm (Autor)

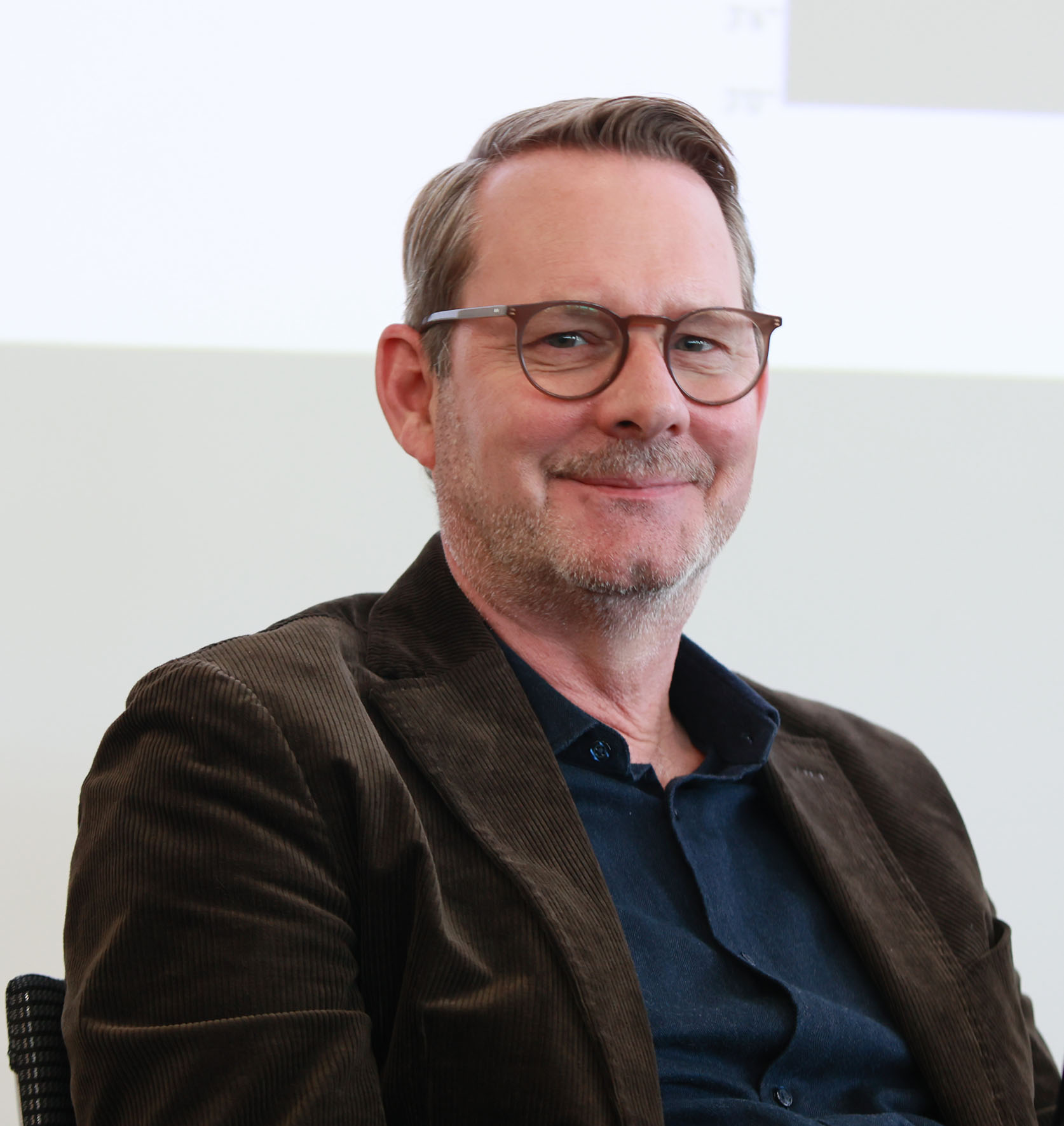
Andreas Storm bei der Frankfurter Buchmesse, 2022

 Andreas Storm (* 1964 in Köln) ist ein deutscher Schriftsteller. Bekannt ist er für die mehrteilige Krimireihe um den Kunstexperten und Weinliebhaber Lennard Lomberg, deren Handlung im Kunstmilieu angesiedelt ist.

## Leben
Aufgewachsen in Bensberg, arbeitete der als Werbekaufmann ausgebildete Andreas Storm zunächst als Berater in verschiedenen Werbeagenturen in Köln, Düsseldorf und London, bevor er sich um das Jahr 2000 selbständig machte. 2016 gründete er zusammen mit dem als Betreiber des Blogs „Weinlakai“ und Weinjournalist Tobias Treppenhauer eine auf die Weinbranche spezialisierte Marketingagentur im rheinisch-bergischen Rösrath, die er bis heute leitet.
Im selben Jahr begann Storm mit dem Schreiben seines Debütromans „Das neunte Gemälde“, welches im August 2022 im Kölner Verlag Kiepenheuer & Witsch als Paperback erschienen ist. Dieser Roman um einen Kunstexperten, der in einem Fall von Raubkunst ermittelt, verknüpft geschichtliche Elemente der Bonner Republik, die bis in die NS-Zeit zurückreichen, mit Kriminalelementen in der zeitgenössischen Kunstwelt. Im August 2023 erschien, ebenfalls im Verlag Kiepenheuer & Witsch, der zweite Teil der Serie unter dem Titel „Die Akte Madrid“.
Andreas Storm lebt mit seiner Familie in Hoffnungsthal, einem Stadtteil von Rösrath.

## Werke

### Bücher
Die Lennard-Lomberg-Reihe
Die Reihe handelt vom Kunstexperten und Weinliebhaber Lennard Lomberg, der in Fällen von Raubkunst ermittelt, die bis in die NS-Zeit zurückreichen. Dabei geht es neben der Kunstwelt auch um politische Verstrickungen der Bonner Republik und nicht zuletzt auch um die eigene Familiengeschichte des Protagonisten.
- Das neunte Gemälde. Roman. Kiepenheuer und Witsch, Köln 2022, ISBN 978-3-462-00538-7.
- Die Akte Madrid. Roman. Kiepenheuer und Witsch, Köln 2023, ISBN 978-3-462-00389-5.
- Die Victoria Verschwörung. Kriminalroman. Kiepenheuer und Witsch, Köln 2025, ISBN 978-3-462-00668-1.

### Hörbücher
- Das neunte Gemälde – Die Lennard-Lomberg-Reihe, Band 1. Kiepenheuer und Witsch, Köln 2022 (Gelesen von Julian Mehne)